# Sybra obliquelineata
Sybra obliquelineata là một loài bọ cánh cứng trong họ Cerambycidae.